# Philippe-Florian de Palatinat-Soulzbach
Philippe Florian de Palatinat-Soulzbach (Sulzbach, 20 janvier 1630 – Nürnberg, 4 avril 1703) a été maréchal impérial.

## Biographie
Philippe était le plus jeune fils de Auguste de Palatinat-Soulzbach (1582-1632) et d'Hedwige de Holstein-Gottorp (1603-1657). 
Il a commencé sa carrière militaire dans l'armée du Duché de Lorraine. Puis il rejoint l'armée suédoise et combattu sous le roi Charles X Gustave de Suède contre la Prusse, et plus tard dans la Guerre dano-suédoise (1658-1660), où il a perdu la désastreuse Bataille de Nyborg en Fionie et s'est enfui dans la nuit avait pour sauver sa vie.
Après la mort du roi de Suède, il se rendit à Venise, où il a participé à la Guerre de Candie contre les Ottomans. Mais il a quitté Venise, de nouveau, en 1662, après les luttes internes et maintenant entré au service de l'empereur Habsbourg. Il a joué un rôle important en tant que maréchal de camp et commandant en chef de la cavalerie dans le succès de la Bataille de Saint-Gothard (1664). 
Après cela, il a combattu pour la France, puis à nouveau la Suède et, enfin, en Bavière, où il mourut en 1703.

## Sources
- Août B. Michaelis, Julius Wilhelm Hamberge: Einleitung zu einer vollständigen Geschichte der Coire - und Fürstlichen Häuser, Bd. 2. Buchhandlung Meyer, Lemgo 1760, S. 121.